# Santiago Peña
Santiago Peña   (Asunción, 16 de novembre de 1978) és un economista i polític paraguaià, elegit president del Paraguai el 30 d'abril del 2023.

## Trajectòria
Es va llicenciar en Economia a la Universitat Catòlica Nostra Senyora de l'Assumpció i va fer un màster en Administració Pública a la Universitat de Colúmbia.
Va exercir de ministre d'Hisenda del seu país entre el gener del 2015 i el juny del 2017 durant la presidència d'Horacio Manuel Cartes Jara. Aquest va triar-lo com a precandidat per a la presidència dins del Partido Colorado, però va perdre en les eleccions internes enfront de Mario Abdo Benítez.
Amb tot, en les eleccions generals de 2023 va vèncer el candidat del partit opositor Efraín Alegre amb un 42,74 % dels vots. Llavors Abdo va ser el primer a felicitar-lo per la victòria. Prendrà possessió del càrrec el 15 d'agost del 2023 previsiblement durant cinc anys.

## Vida personal
Està casat amb l'arquitecta Leticia Ocampos i tenen dos fills en comú. Es van conèixer de joves i a 17 anys ella va quedar-se embarassada del seu primer fill, Gonzalo. Un mes després que naixés, van contraure matrimoni.
En la primera adultesa, jugava a rugbi. De fet, va anar a un campionat mundial de rugbi juvenil celebrat a Itàlia.
És un seguidor fidel del catolicisme.